# لاصق

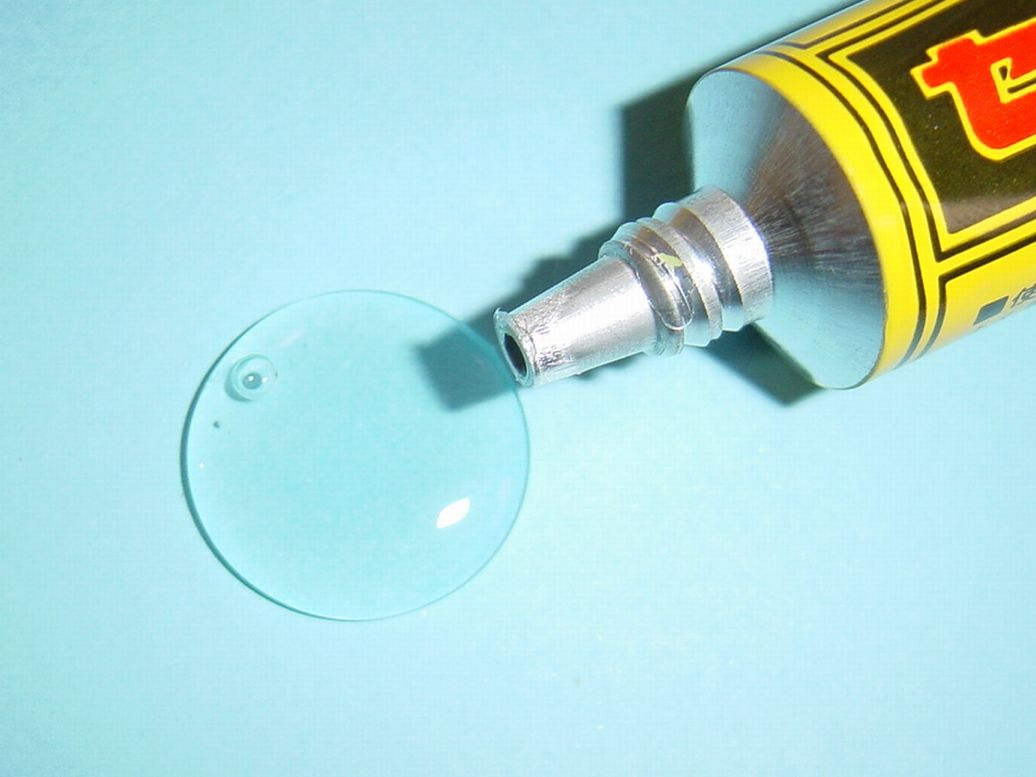
مادة لاصقة

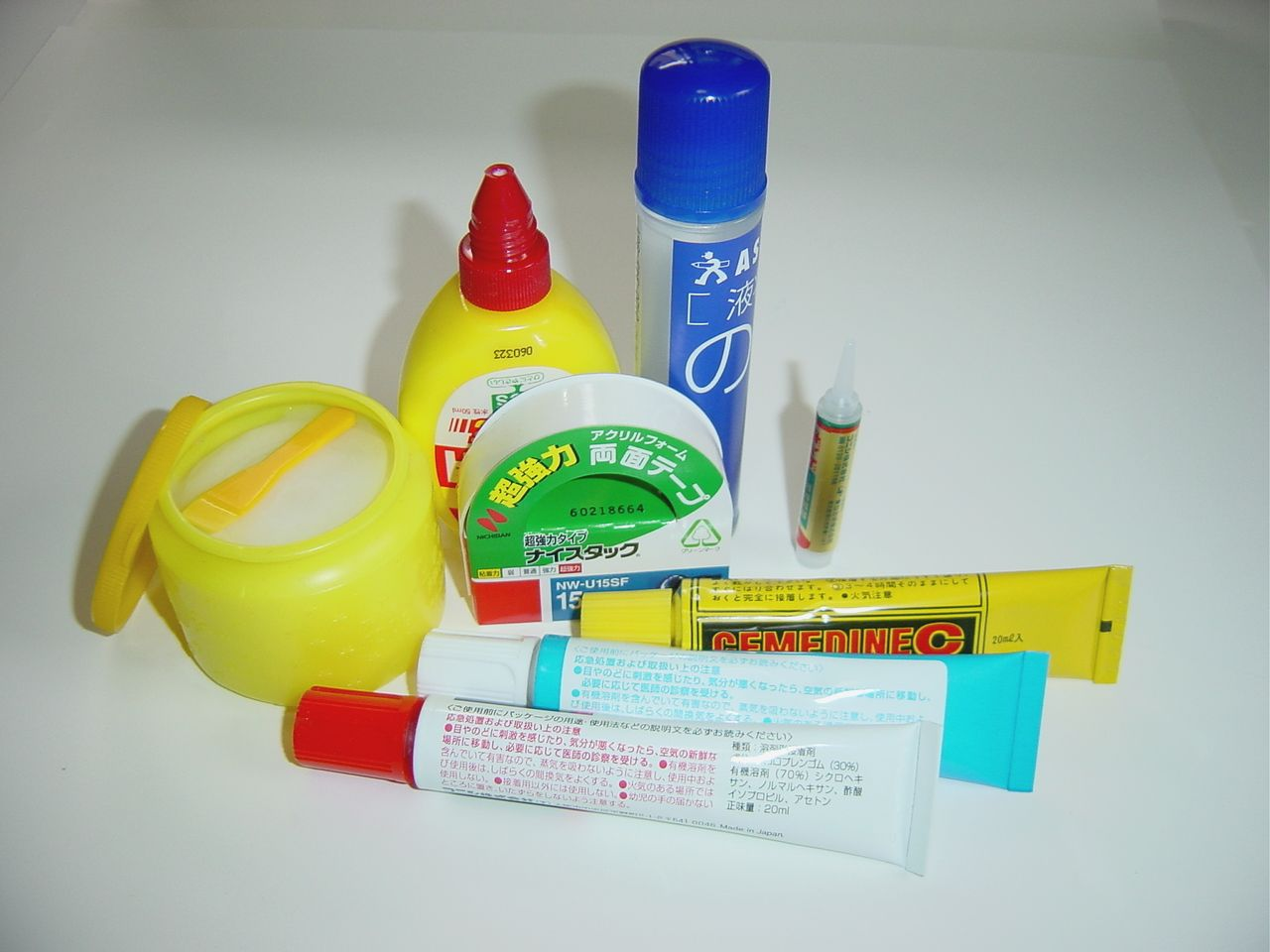

اللاصق مادة تربط الأسطح بعضها مع بعض، وتستعمل المواد اللاصقة التي تشمل مواد مثل الاسمنت والإبوكسي والغراء والمعجون على نطاق واسع في الصناعة وفي الأغراض المنزلية. كما أنها تؤدي دورًا مهما في صناعة الطائرات والسيارات وتجليد الكتب، وكذلك الأثاث وإنشاء المباني والطرق. صنع الناس المواد اللاصقة قديما من المواد الطبيعية كعصارة الأشجار وجلود الحيوانات. أما اليوم، فإن معظم المواد اللاصقة تتكون بصورة رئيسية من المواد المصنّعة كالنيلون متعدد الإثيلين (بولي إثيلين) والسّليكون. وتتميز هذه المواد اللاصقة الاصطناعية بأنّها تدوم مدة أطول، وتكوِّن رباطًا أقوى من الذي يمكن أن توفره المواد الطبيعية اللاصقة.
المواد اللاصقة هي مواد قادرة على ضم المواد مع بعضها البعض بشكل مفيد عن طريق وصل سطوح هذه القطع. إن الفائدة الأساسية من المواد اللاصقة هو قدرتها على تشكيل روابط قوية بين سطوح طيف واسع من المواد والمحافظة على قوة هذه الروابط تحت ظروف عمل محددة متوقعة. على الرغم من أن معظم المواد اللاصقة ليس لها خواص ميكانيكية جيدة على أحجام كبيرة لذلك يكون من الضروري المحافظة عليها على شكل شرائح رقيقة السماكة، من جهة أخرى فإن بعض اللواصق مثل الإبوكسي لها خصائص ميكانيكية جيدة ومن الممكن استخدامها كمواد ميكانيكية في العديد من التطبيقات.

## ميزات وحدود قدرات المواد اللاصقة
إن الميزة الأساسية من المواد اللاصقة هي قدرتها على وصل مواد متشابهة إلى مواد غير متشابهة ذات سماكات مختلفة وذلك من أجل تسهيل تصنيع أشكال معقدة ليس من الممكن إنتاجها بطرق الوصل الأخرى، ومن أجل تنعيم سطوح الوصلات الخارجية، والسماح بالتجميع الاقتصادي والسريع، وتوزيع الإجهاد بشكل متوازي على سطوح التماس بين القطع المتصلة، والحصول على تخفيض في الوزن في القطع الحرجة عن طريق تقليل الوصلات، وتخميد الاهتزازات، ومنع أو التقليل من التآكل الغلفاني، وتأمين عزل كهربائي أو حراري.
تعتمد حدود مقدرات المواد اللاصقة على طبيعة المواد اللاصقة والتطبيقات المستخدمة من أجله حيث أنها قد تحتاج إلى تحضير مسبق للسطوح، أو وقت معالجة طويل، حدود درجات الحرارة، فقدان للخواص أثناء المعالجة، سمية أو قابلية الاشتعال أثناء التجميع أو الاستخدام، وميل الكثير من المواد اللاصقة للزحف تحت الحمولات المستمرة.

## أصناف المواد اللاصقة
صنف الأكبر من المواد اللاصقة هي اللواصق اللدنة حرارياً التي لها بنية بولميرية ذات سلسلة طويلة وهي قابلة للتطرية بحسب التطبيق بالحرارة والتقسية بالتبريد. عملية التطرية قابلة للتكرار عدة مرات والذي يساعد على تجميع وتفكيك بنية القطع المجمعة بسهولة.
صنف آخر من المواد اللاصقة هي لواصق صلبة حرارياً ويكون لها بنية بوليميرية ذات وصلات متقاطعة وتعطي وصلات قوية لايمكن فكها بعد تشكيلها. وعليه فإن المواد اللاصقة الصلبة حرارياً لا يمكن تطريتها وفكها بعد تصلبها.
يتم معالجة المواد اللاصقة اللدنة حرارياً والصلبة حرارياً عن طريق بلمرة المادة أو تقسيتها بواسطة الحرارة أو كهرل أو تفاعل كيميائي أو نشاط جذور حرة أو الإشعاع أو تبخير كهرل أو أي عملية أخرى تتبع الطبيعة الكيميائية للاصق المدروس.

## كفاءة اللواصق
إنه من الصعب جداً اختيار المادة اللاصقة الأفضل من أجل الحصول على أفضل كفاءة ميكانيكية للاصق في عملية ما. عادة للحصول على روابط لاصقة جيدة يجب أن تتطابق كيميائية المادة اللاصقة مع طاقة السطح، قطبيته، وكيميائية المواد التي يتم لصقها. حيث أن معامل لدونة المادة اللاصقة لا يجب أن يكون أعلى من المواد التي يتم لصقها.
تستخدم المواد اللاصقة في نوعين من التطبيقات، أحدها يحتاج متانة على القص والأخرى تحتاج خواص ميكانيكية بنيوية غالباً تكون متانة على القص الشد.

## وصلات خارجية
- (بالإنجليزية) Adhesives manufacturer